# Zabulon

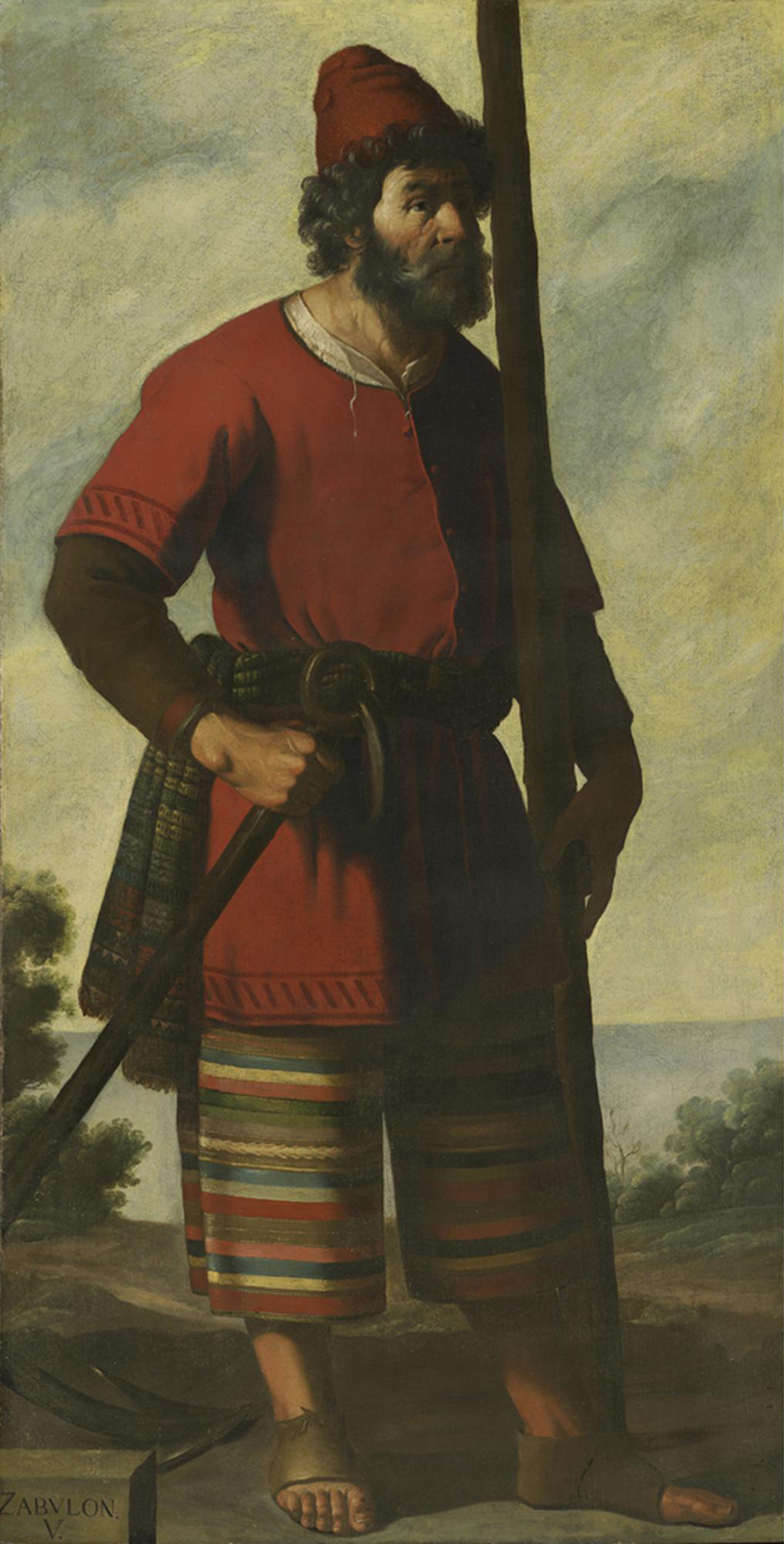
Zabulon in un dipinto di Zurbarán

Zàbulon è il decimo figlio di Giacobbe, il sesto e ultimo concepito da Lia.
È anche il nome della tribù israelitica che da questi discende.

## Spunti storici
Con la tribù di Neftali, liberò Israele al tempo dei Giudici da Iabin re cananita.
Il territorio di tale tribù appartenne al Regno del Nord quando, dopo Salomone, Israele si divise in due regni.
La Galilea si trovava sul territorio di Zabulon e Neftali.